# Fiat 501
Fiat 501 är en personbil, tillverkad av den italienska biltillverkaren Fiat mellan 1919 och 1926.
501 var Fiats första modell efter första världskriget. Från 1921 tillkom sportversionerna S och SS.
Tillverkningen uppgick till 47 600 exemplar.

## Motorer
| Modell | Årsmodell | Motor             | Cylindervolym | Effekt | Bränslesystem   |
| ------ | --------- | ----------------- | ------------- | ------ | --------------- |
| 501    | 1919-26   | 4-cyl radmotor sv | 1460 cm³      | 23 hk  | Enkel förgasare |
| 501 S  | 1921-26   | 4-cyl radmotor sv | 1460 cm³      | 27 hk  | Enkel förgasare |
| 501 SS | 1921-26   | 4-cyl radmotor sv | 1460 cm³      | 30 hk  | Enkel förgasare |